# Sulima
Sulima es un municipio (chiefdom) del distrito de Falaba en la provincia del Norte, Sierra Leona, con una población censada en diciembre de 2015 de 26 667 habitantes.
Se encuentra ubicado al norte del país, cerca de la frontera con República de Guinea, en una zona de producción de arroz, mango, cacao y coco.